# Sofija Bożanowa
Sofija Bożanowa (bułg. София Божанова; ur. 4 października 1967) – bułgarska lekkoatletka specjalizująca się w skoku w dal i trójskoku.

## Sukcesy sportowe
- dwukrotna mistrzyni Bułgarii w skoku w dal – 1990, 1991
- dwukrotna mistrzyni Bułgarii w trójskoku – 1990, 1991[1]
- trzykrotna halowa mistrzyni Bułgarii w trójskoku – 1991, 1992, 1994[2]

| Rok  | Miasto    | Zawody                      | Konkurencja | Wynik         |
| ---- | --------- | --------------------------- | ----------- | ------------- |
| 1985 | Chociebuż | Mistrzostwa Europy juniorów | skok w dal  | złoty medal   |
| 1985 | Pireus    | Halowe mistrzostwa Europy   | skok w dal  | 8. miejsce    |
| 1988 | Budapeszt | Halowe mistrzostwa Europy   | skok w dal  | 7. miejsce    |
| 1991 | Sewilla   | Halowe mistrzostwa świata   | trójskok    | brązowy medal |
| 1992 | Genua     | Halowe mistrzostwa Europy   | trójskok    | srebrny medal |
| 1994 | Paryż     | Halowe mistrzostwa Europy   | trójskok    | brązowy medal |

## Rekordy życiowe
- na otwartym stadionie
  - skok w dal – 6,71 – Budapeszt 11/08/1986
  - trójskok – 14,98 – Stara Zagora 16/07/1994
- w hali
  - skok w dal – 6,51 – Budapeszt 05/03/1988
  - trójskok – 14,52 – Paryż 13/03/1994